# 2014年中国汉字听写大会
诺亚舟·优学派2014中国汉字听写大会，通称2014年中国汉字听写大会，是第二届中国汉字听写大会，由中央电视台和国家语言文字工作委员会主办，中国社会科学院语言研究所协办，诺亚舟·优学派以8618万元人民币冠名，露露果仁核桃特约赞助，節目於2014年7月13日（週日）20:00开始在CCTV-1每週日首播。2014年7月18日20:00开始於CCTV-10每週五播出加長版。

## 標準
比賽的標準為中國大陸的普通話和規範簡化字。範圍是《通用规范汉字表》8105個漢字。
參賽選手皆為中學的初中一、二年級學生，同時第二現場有一百名來自不同年齡段的成人體驗團同步聽寫，統計正確率以做參考和比較。

## 主持人
- 冀玉华

## 评委
- 裁判長：刘丹青
- 裁判: 谭景春、张伯江、程荣
- 主考官：顾国宁、李梓萌、郎永淳、梁艳、章伟秋
- 文化嘉宾：张一清、钱文忠、孟蓬生、蒙曼、郦波、康震

## 规模
2014《中国汉字听写大会》海选规模空前，总共历时5个月，开展初赛4700余场，涉及全国34个省市自治区、1700个城市、30000所学校，海选涉及学生人数达1200万人，参赛规模、参与范围和影响，都超过了迄今为止的任何一档电视节目。

## 赛制
- 初赛：2014年的全国选拔赛规模空前，总共历时5个月，最终选出了36支队伍180位选手，他们分别是：31个省市自治区队及新疆生產建設兵团代表队、香港特別行政區代表隊、澳门特別行政區代表隊、台湾省代表队，国际留學生联队。
- 复赛：36进9。36支队伍将分成9组，进行9场比赛，成绩最好的1支队伍直接进入总决赛，另外8支队伍进行半决赛。
- 半决赛：8进2。8支队伍分成2组，进行2场比赛，产生2支队伍进入总决赛。
- 附加赛：即个人竞技赛，所有未进入总决赛的33支代表队中表现最佳的1名选手将进行1场个人竞技赛，争夺最后5个进入总决赛的名额。
- 总决赛：20位顶尖选手对决，最终获胜者即为2014年《中国汉字听写大赛》的全国冠军。

## 比賽進程

### 复赛（第1—9集）
粗体字所示为該集获胜者。
| 出賽序号 | 各参赛隊         | 各参赛隊       | 各参赛隊         | 各参赛隊       | 播出日期      | 決勝词语                     | 成人聽寫團正確率 |
| -------- | ---------------- | -------------- | ---------------- | -------------- | ------------- | ---------------------------- | ---------------- |
| 1        | 福建省           | 浙江省         | 天津市           | 贵州省         | 2014年7月13日 | 蕞尔（zuì ěr）               | 7%               |
| 2        | 上海市           | 香港特別行政區 | 河北省           | 甘肃省         | 2014年7月20日 | 健翮（jiàn hé）              | 2%               |
| 3        | 河南省           | 重庆市         | 广西壯族自治區   | 内蒙古自治區   | 2014年7月27日 | 补苴罅漏（bǔ jū xià lòu）    | 0%               |
| 4        | 澳门特別行政區   | 北京市         | 云南省           | 湖南省         | 2014年8月3日  | 凤冠霞帔（fèng guān xiá pèi) | 11%              |
| 5        | 海南省           | 国际留學生     | 陕西省           | 辽宁省         | 2014年8月10日 | 覃思（tán sī）               | 10%              |
| 6        | 新疆生產建設兵团 | 吉林省         | 江苏省           | 青海省         | 2014年8月17日 | 眢井瞽人（yuān jǐng gǔ rén） | 0%               |
| 7        | 江西省           | 西藏自治區     | 安徽省           | 宁夏回族自治區 | 2014年8月24日 | 左書右息 (zuǒ shū yòu xī)    | 0%               |
| 8        | 台湾省           | 湖北省         | 新疆維吾爾自治區 | 山东省         | 2014年8月31日 | 铢积寸累 (zhū jī cùn lěi)    | /                |
| 9        | 四川省           | 广东省         | 黑龙江省         | 山西省         | 2014年9月7日  | 赑屃 (bì xì)                 | 7%               |

### 半决赛（第10集-11集）
本集于2014年9月14日-21日播出。
粗体字所示为該集获胜者。
| 出賽序号 | 各参赛隊 | 各参赛隊 | 各参赛隊       | 各参赛隊 | 播出日期      | 勝出词语      | 成人聽寫團正確率 |
| -------- | -------- | -------- | -------------- | -------- | ------------- | ------------- | ---------------- |
| 10       | 浙江省   | 河北省   | 广西壯族自治區 | 湖南省   | 2014年9月14日 | 忉怛(dāo dá)  | 0%               |
| 11       | 陕西省   | 江西省   | 湖北省         | 山西省   | 2014年9月21日 | 苘麻(qǐng má) | 0%               |

### 個人晉級賽（第12集-13集）
本集于2014年9月28日-10月2日播出。
粗体字所示为該集获胜者。
參賽者：
- 福建省 赵晴晴
- 贵州省 杨美文浩
- 天津市 周盈
- 香港特別行政區 王泽琪
- 甘肃省 杨若彤
- 上海市 吳旭
- 河南省 王泰涛
- 重庆市 屈晓
- 内蒙古自治區 胡雅轩
- 北京市 刘宇昂
- 云南省 顾兰有容
- 澳门特別行政區 王紫芳
- 海南省 刘雨欣
- 遼寧省 黄宏民
- 國際留學生 金梦珠
- 吉林省 邵煜
- 青海省 冯笛
- 新疆生產建設兵团 黄丹
- 寧夏回族自治區 劉安琪
- 西藏自治區 刘婉欣
- 安徽省 張經緯
- 台湾省 潘冠豪
- 新疆維吾爾自治區 张小彤
- 山东省 蕭宠
- 广东省 周汶哲
- 四川省 谭佳宜
- 黑龙江省 王欣瑶
- 浙江省 计雨彤
- 广西壯族自治區 冯英豪
- 湖南省 曾帅
- 江西省 龙雨
- 陕西省 杜晨喆

注：由于国庆假期的特殊安排，CCTV-1在9月28日20:07播出的是精编版，完整版在CCTV-10的10月1日至2日20:25播出，分上下集。

### 總決賽（第14集）
本集于2014年10月3日播出。
江苏省连云港市新海实验中学代表队直接晋级
參賽者:
- 江苏省 周一恬 郑文玥 陈柯羽 康曦文 黄李文蕙
- 河北省 韩嘉训 梅君濡 佟一林 王效宣 高凡舒
- 山西省 张皓冬 王东伟 赵俊淇 裴炳森 王均世
- 个人 杜晨喆（陕西省） 张经纬（安徽省） 龙雨（江西省） 吴旭（上海市） 计雨彤（浙江省）

注：
- 1.粗体字所示为该集获胜者；
- 2.该集的获胜词语是：皤腹（拼：pófù），成人书写率为0%；
- 3.由于国庆假期的特殊安排，CCTV-1将节目调整到10月3日（周五）20:07分播出，CCTV-10也调整到10月10日20:12分重播该节目。

## 全民焐热冰封汉字行动
正在热播的第二届《中国汉字听写大会》宣布启动“全民焐热冰封汉字行动”，每周精选推出一个节目中出现的“冰封词汇”，通过电视、报纸和网络广泛传播，激发亿万人学习和分享。2014第二届中国汉字听写大会“全民焐热冰封汉字行动”一经推出，立即触发了千万网友的澎湃热情。
- 復賽第一場：葳蕤
- 復賽第二場：搴芳
- 復賽第三場：翊赞
- 復賽第四場：剀切
- 復賽第五場：哂纳
- 復賽第六場：顢頇
- 復賽第七場：藜藿
- 復賽第八場：惮烦
- 復赛第九场：香醪
- 半決賽第一場：骀荡
- 半決賽第二場：乖剌
- 最佳个人晋级赛：驽骀
- 总决赛：猬集

## 争议
2014年8月10日復賽第五場的比賽陕西西安代表队选手遇见“yǐn mò”一詞，解释为“忍着不吭聲，隐忍沉默”。选手答题写作为“隐默”，而标准答案为“饮默”。然而三位评审员中的有一位指出词语解释为“隐忍沉默”，且“隐默”在書面文獻裏也有用例，故认为“隐默”不能算錯，最终三位裁判中有两位給出綠燈，該選手獲得通過。不过原题除了考官词语解释以外，还给了例句——司马光《再与景仁书》：“昨日得所示书，然后释然……然其中犹有未察愚意，而直以彊辞抗之，此所以愤愤不得饮默，必当自伸者也。”两者的意思也有所不同，“饮默”有忍耐的意思，但“隐默”没有。